# Cuộc bao vây Corinth
Cuộc bao vây Corinth (hay còn gọi là Trận Corinth thứ nhất) là một trận đánh trong Nội chiến Hoa Kỳ diễn ra từ ngày 29 tháng 4 đến 30 tháng 5 năm 1862, tại Corinth, Mississippi.

## Bối cảnh
Sau thắng lợi trong trận Shiloh, quân đội miền Bắc dưới quyền chỉ huy của thiếu tướng Henry W. Halleck—bao gồm binh đoàn sông Tennessee, binh đoàn Ohio và binh đoàn sông Mississippi—đã tiến công vào đầu mối đường xe lửa trọng yếu tại Corinth, Mississippi. Sau những tổn thất nặng nề gặp phải tại Shiloh, Halleck trở nên thận trọng và tiến hành một chiến dịch tấn công dài ngày theo kiểu chiến hào, tức là mỗi lần di chuyển lại cho quân dừng lại để đào hào củng cố. Cho đến ngày 25 tháng 5 năm 1862, sau khi đã đi được 5 dặm sau 3 tuần lễ, Halleck đã sẵn sàng tiến hành cuộc bao vây thị trấn.
Tinh thần quân lính miền Nam lúc này xuống thấp và Beauregard đang bị áp đảo 2 chọi 1 về quân số. Nguồn nước rất tồi tệ. Bệnh thương hàn và kiết lỵ đã hạ gục hàng ngàn người của ông. Trong một hội đồng quân sự, các sĩ quan miền Nam kết luận rằng họ không có khả năng giữ được giao lộ đường sắt này. Bệnh tật đã cướp đi sinh mạng của một số người gần bằng với tổn thất của quân miền Nam tại Shiloh.

## Trận chiến
Tướng chỉ huy quân miền Nam P.G.T. Beauregard đã cứu thoát lực lượng của mình bằng cách đánh lừa đối phương. Một số quân lính được phát khẩu phần ăn trong 3 ngày và nhận lệnh chuẩn bị cho một cuộc tấn công. Đúng như mong đợi, có 1 hay 2 người đã đào ngũ sang phe đối phương cùng với thông tin này. Cuộc pháo kích chuẩn bị đã được bắt đầu, và quân đội miền Bắc đã được triển khai vào các vị trí. Trong đêm 29 tháng 5, quân miền Nam bắt đầu rút. Họ dùng tuyến đường xe lửa Mobile và Ohio để vận chuyển thương bệnh binh, pháo hạng nặng và hàng tấn đồ tiếp tế. Mỗi khi một đoàn tàu đến, quân đội lại hò reo như thể là có quân tăng viện. Họ còn cho dựng những khẩu súng đại bác giả bằng gỗ dọc theo các công sự phòng thủ. Lửa trại vẫn được đốt, lính thổi kèn đánh trống vẫn chơi như thường lệ. Toàn bộ lực lượng còn lại đã rút đi an toàn về đến Tupelo, Mississippi mà không bị phát hiện. Khi lính tuần tra miền bắc tiến vào Corinth sáng 30 tháng 5, họ mới phát hiện ra đối phương đã biến mất.

### Trận Farmington
Trong chiến dịch này, viên tư lệnh bên cánh của Halleck là John Pope đã tỏ ra tích cực nhất. Pope chỉ huy cánh trái của đội quân, ở cách xa tổng hành dinh của Halleck nhất. Ngày 3 tháng 5, Pope đã tiến quân đánh chiếm thị trấn Farmington chỉ cách Corinth vài dặm đường. Thay vì thúc quân trung tâm của Don Carlos Buell tiến lên, Halleck lại ra lệnh cho Pope rút lui và chấn chỉnh lại cùng với Buell. Tướng Pierre G. T. Beauregard chỉ thị cho Earl Van Dorn tấn công cánh quân đi trước của Pope vào ngày 9 tháng 5. Pope đã rút lui thành công và hợp quân lại với Buell.

## Kết quả
John Pope, với tính hiếu chiến vượt lên trên khả năng chiến lược của mình, đã nhận xét trong hồi ký rằng chiến dịch thận trọng của Halleck đã không tận dụng được ưu thế của lực lượng sĩ quan tài năng trong hàng ngũ quân miền Bắc, trong đó có "Grant, Sherman, Sheridan, Thomas, McPherson, Logan, Buell, Rosecrans và rất nhiều người khác mà tôi có thể kể ra."
Một đội quân miền Nam của thiếu tướng Earl Van Dorn đã cố gắng chiếm lại thành phố vào tháng 10 năm 1862, nhưng bị thất bại trong Trận Corinth thứ hai trước lực lượng miền Bắc do thiếu tướng William Rosecrans chỉ huy.